# Pheidole impressiceps
Pheidole impressiceps är en myrart som beskrevs av Mayr 1876. Pheidole impressiceps ingår i släktet Pheidole och familjen myror.

## Underarter
Arten delas in i följande underarter:
- P. i. commista
- P. i. impressiceps